# 大津町立室小学校
大津町立室小学校（おおづちょうりつ むろしょうがっこう）は、熊本県菊池郡大津町にある町立小学校。

## 沿革
- 1990年（平成2年）4月1日 - 大津町立大津小学校から分離し開校

- 「共生・創造・自主」を学校の校訓としている。

## 学区
- 大津町楽善、日吉が丘、西嶽、水源町・西窪、松古閑・塘町、駅通り、室東の一部（大津バイパス南を除く。）、室北、北出口、室西の一部（大津バイパス南を除く。）、あけぼの

## 所在地
- 熊本県菊池郡大津町室1825番地

## 学校周辺
- 熊本県立大津支援学校
- 熊本県立翔陽高等学校

## 著名な出身者
- 萩尾匡也 - プロ野球選手（読売ジャイアンツ）